# Beatjuggling
Beatjuggling ist ein Begriff aus der Musik, insbesondere dem Hip-Hop-Bereich. Er bezeichnet die Kunst des DJs, kurze Abschnitte zweier Schallplatten in Echtzeit zu einem neuen Rhythmus umzuarrangieren. 

## Technik
Für das Beatjuggling werden zwei Plattenspieler als eine Art primitiver Sampler benutzt. Im einfachsten Fall werden dazu zwei gleiche Platten verwendet: Die eine Platte wird am Anfang eines Taktes festgehalten, mit dem Mixer eingeblendet, und losgelassen. Währenddessen wird die zweite, gerade unhörbare Platte, auf denselben Taktanfang gedreht und dort bis kurz vor Beginn des nächsten Taktes der laufenden Platte festgehalten. In diesem Moment wird über den Crossfader die zweite Platte eingeblendet und losgelassen. Während diese läuft, wird nun die erste Platte wieder auf den Startpunkt des Taktes zurückgedreht, und das Spiel beginnt von neuem. 
Erfunden wurde diese Technik von Kool Herc, um aus dem Break einer Funk-Platte einen instrumentalen Abschnitt zu extrahieren. Das ermöglicht es, einem Rapper einen gesangsfreien Rhythmus bzw. Beat zu geben, über den er rappen kann. Diese Basistechnik war bis in die 1990er Jahre im Zusammenhang mit Bodytricks sehr populär. 
Die große Schwierigkeit des Beatjuggling liegt darin, dass bei einer im Funk üblichen Geschwindigkeit von ungefähr 110 BPM gerade einmal eine halbe Sekunde Zeit bleibt, um eine Platte präzise an den richtigen Punkt zu drehen. Es ist also selbst bei der oben geschilderten Basistechnik ein sehr gutes Timing erforderlich. Um überhaupt Startpunkte rechtzeitig wiederzufinden, werden üblicherweise kleine Aufkleber auf die Platte geklebt.

## Variationen
Ausgehend von dieser Basis entwickelte sich eine Unzahl an Variationen, beispielsweise unterschiedliche, teilweise sehr viel kürzere Abschnitte zu verwenden, um komplexere Rhythmen zu spielen. Dabei werden unter anderem einzelne Klänge, wie zum Beispiel der Schlag einer Snare herausgeschnitten, unterschiedliche Platten verwendet, oder auch ganz auf die zweite Platte verzichtet. Das Beatjuggling mit einer Platte heißt Beatcutting, wird aber eher dem Scratchen zugeordnet.